# Beizhen
Beizhen (chinois : 北镇市 ; pinyin : běizhèn shì) est une ville de la province du Liaoning en Chine. C'est une ville-district placée sous la juridiction administrative de la ville-préfecture de Jinzhou.

## Démographie
La population du district était de 532 945 habitants en 1999.

## Patrimoine
- Tour de la cloche de Beizhen, de la ville fortifiée de Guangning (广宁城) ;
- Ancienne église évangélique de Beizhen (北镇福音堂旧址) ;
- Église catholique de Beizhen (北镇天主教堂) ;
- Monastère de Beizhen (北镇庙) ;
- Temple Chongxing de Beizhen (北镇崇兴寺), dans la ville fortifiée de Guangning et en particulier ses deux tours.

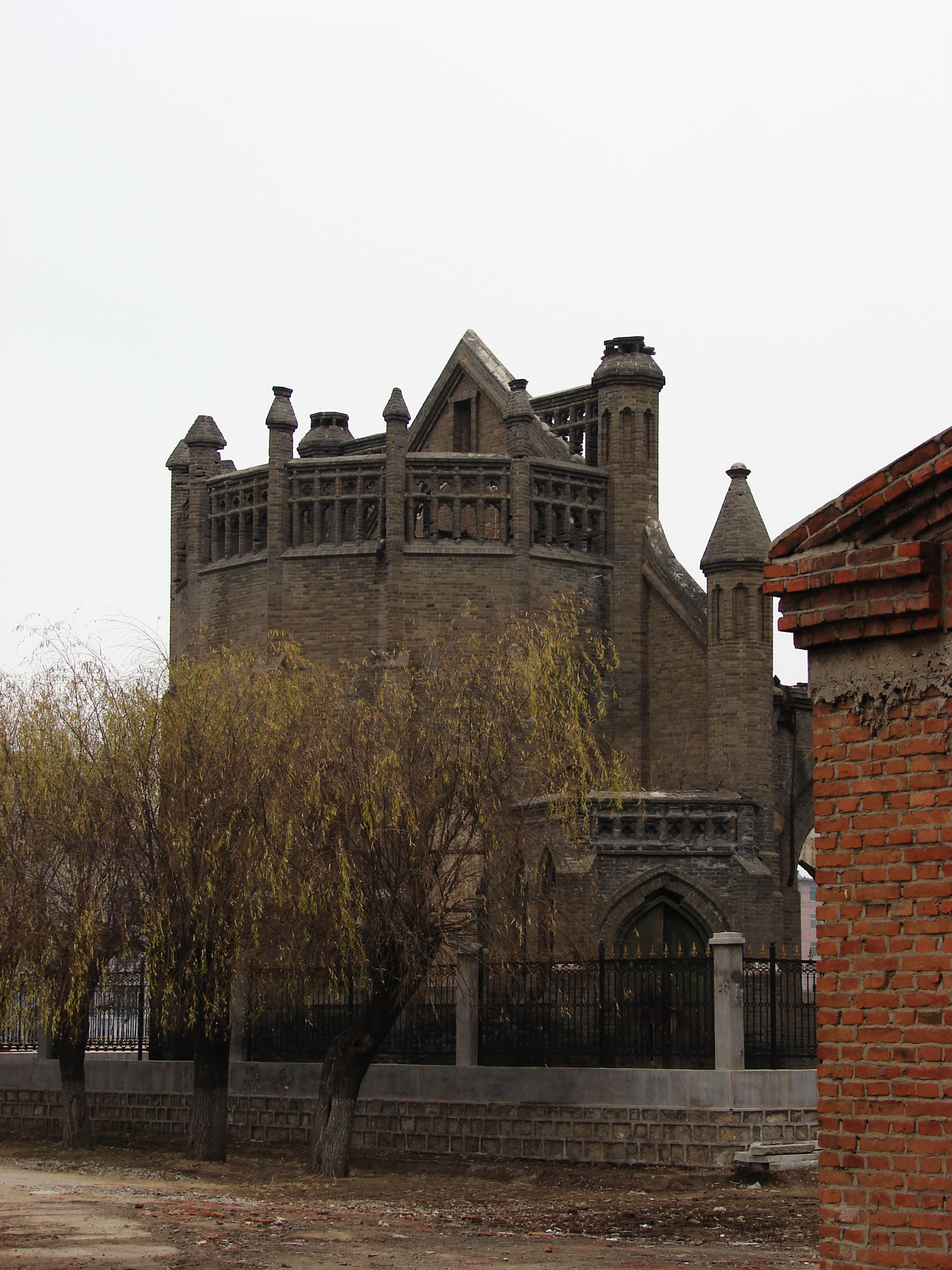
ancienne église évangélique
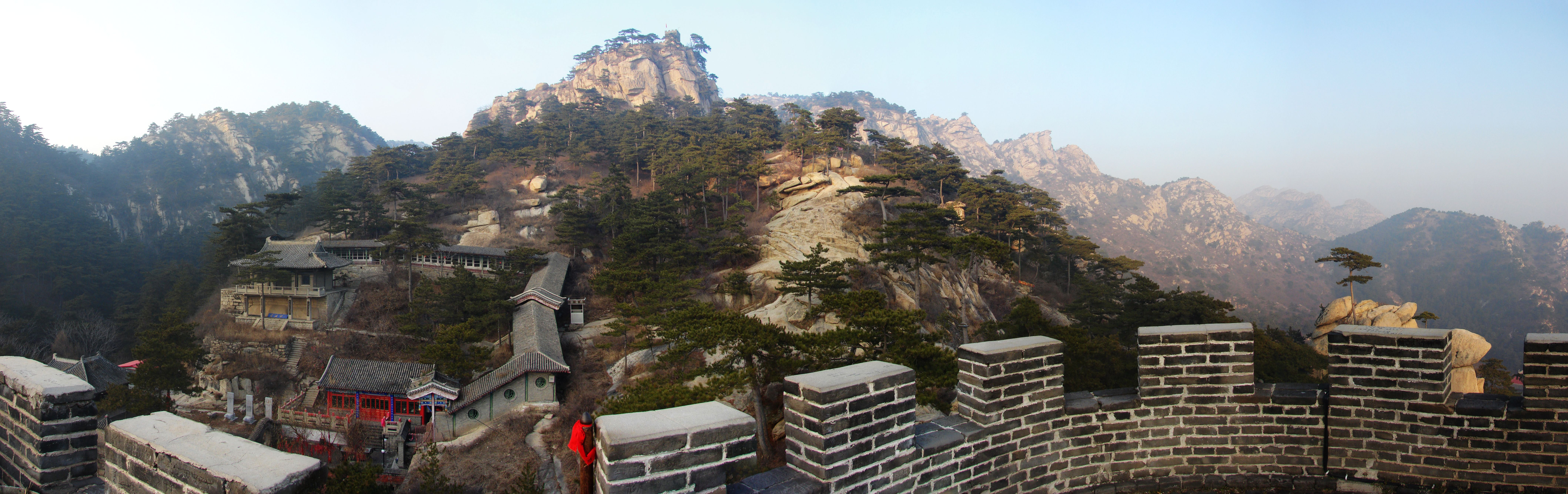
Montagne Yiwulü (医巫闾山)
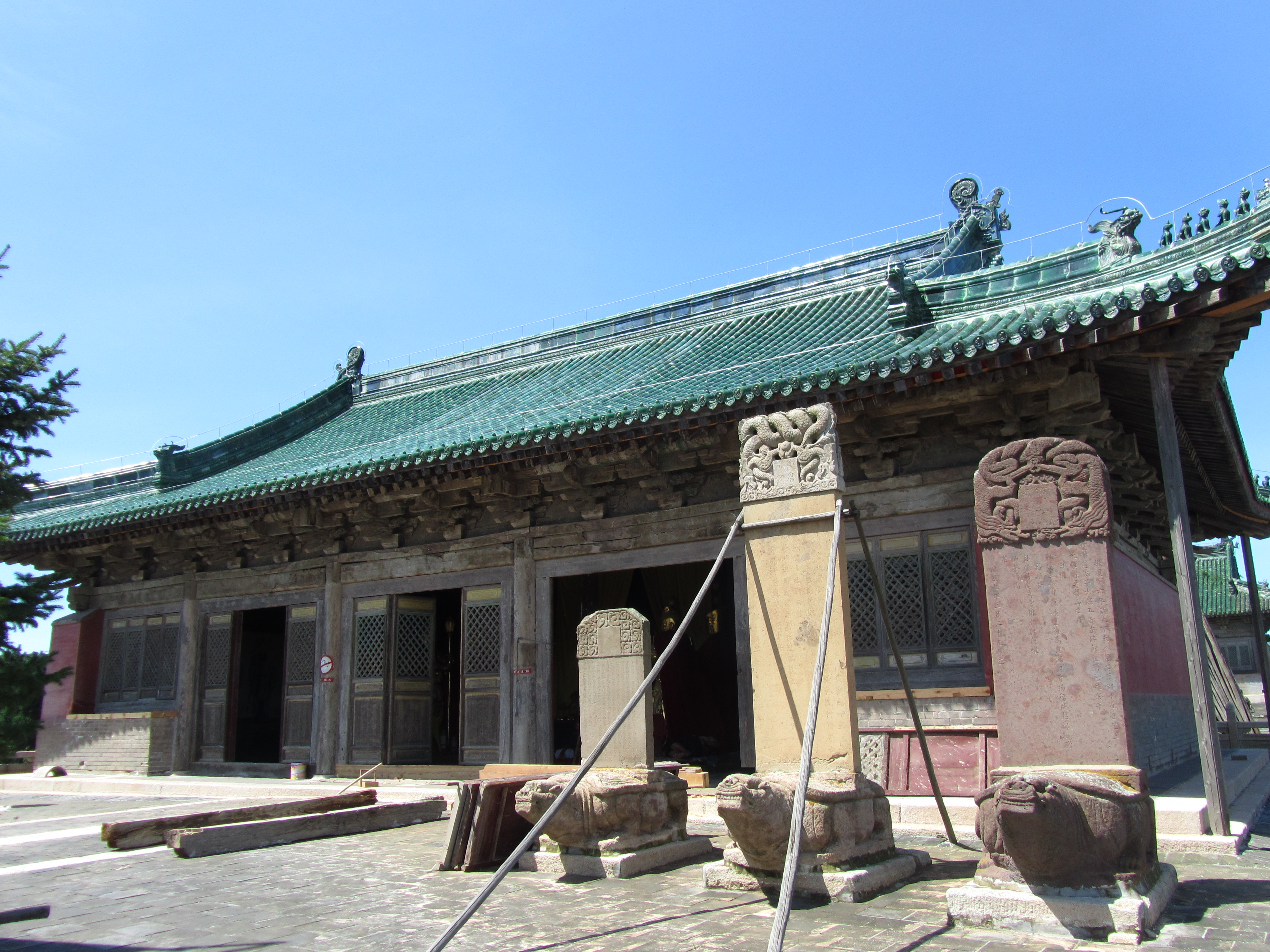
Salle principal du temple de Beizhen
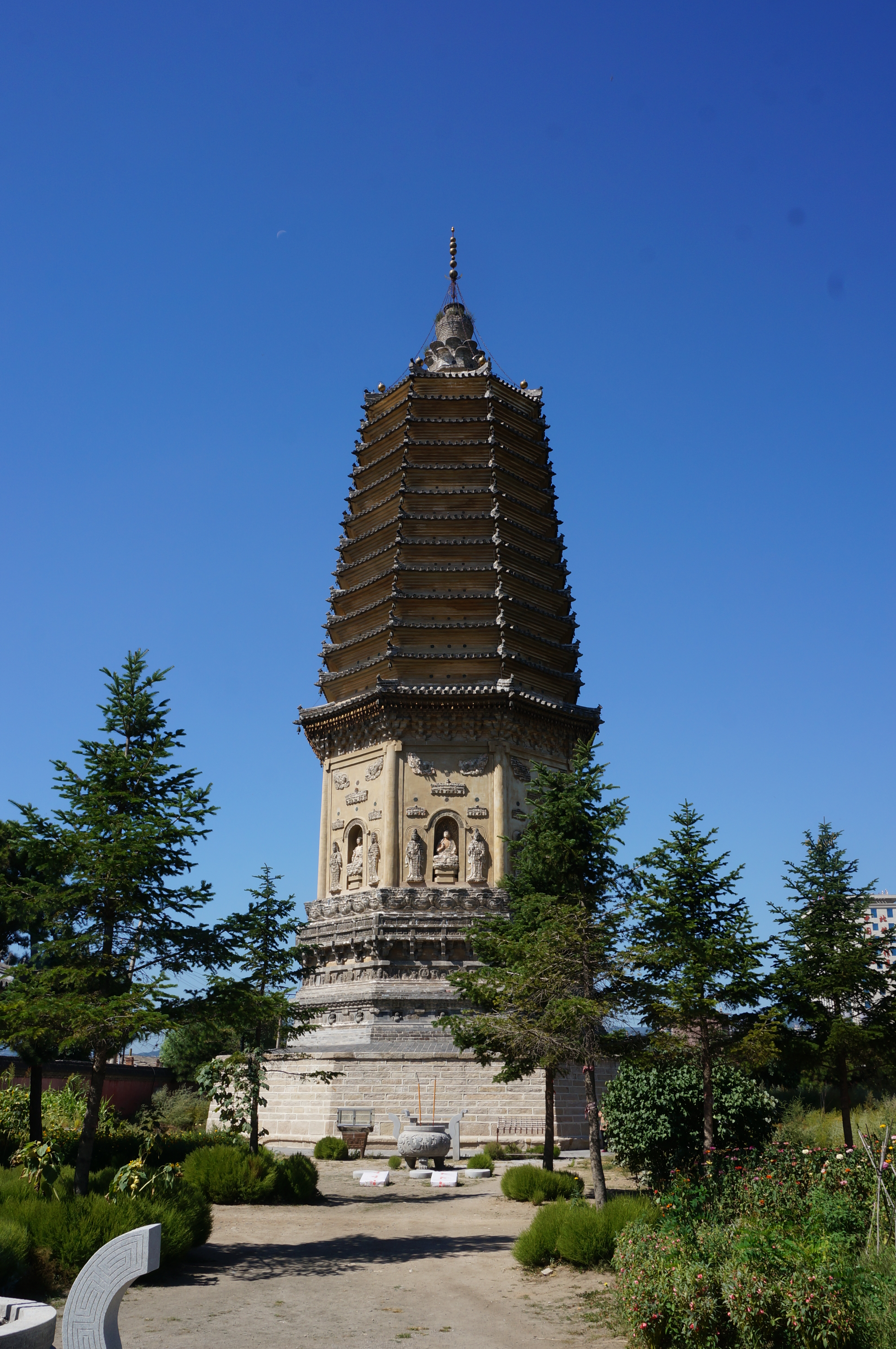
Pagode du temple de Chongxing
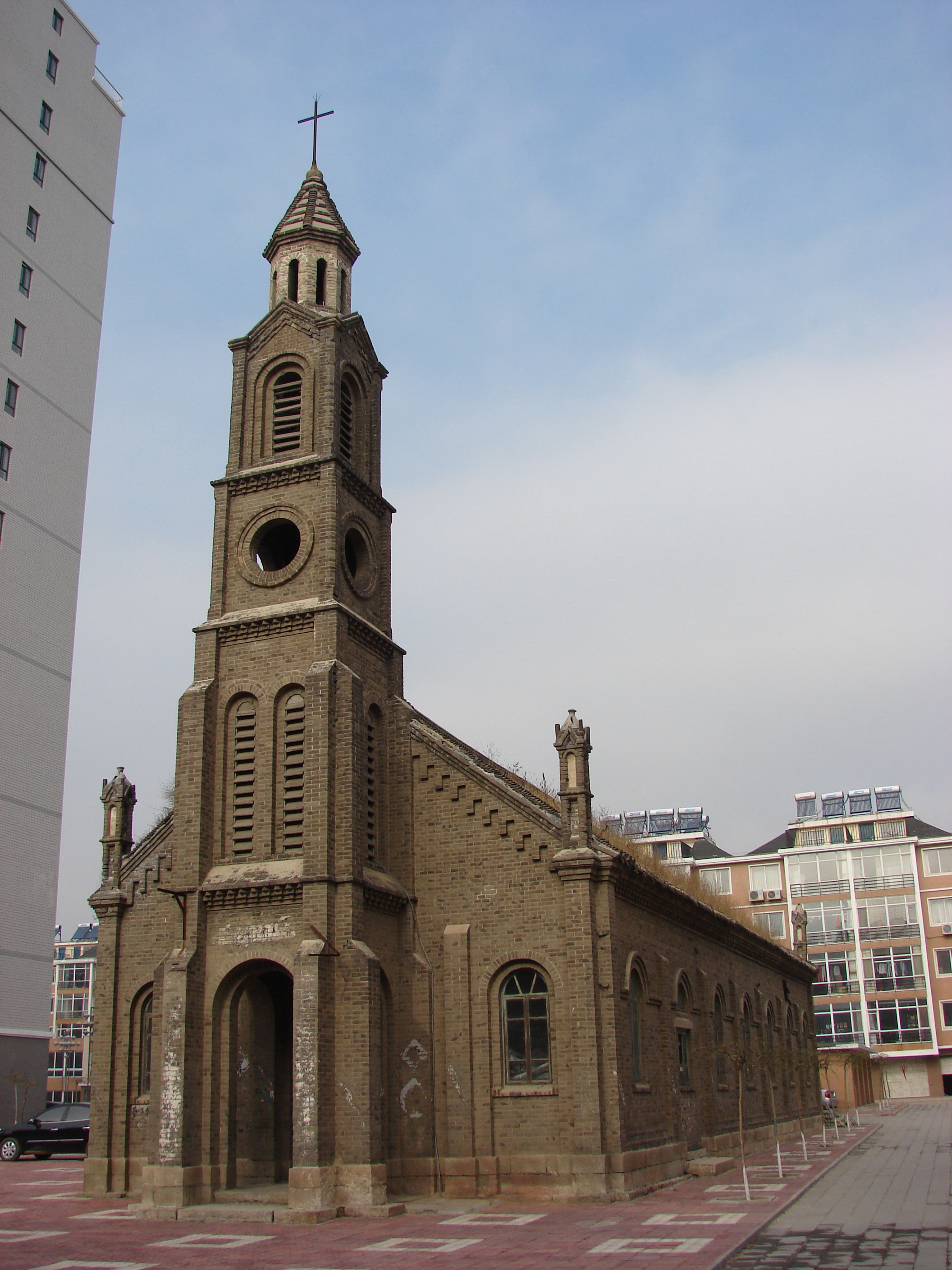
Église catholique